# Werley
Werley Ananias da Silva (Oliveira, 1988. szeptember 9. –), ismert nevén Werley, brazil labdarúgó, a Santos hátvédje kölcsönben a Grêmiótól.